# Ливингстон (Кентаки)
Ливингстон (енгл. Livingston) град је у америчкој савезној држави Кентаки.

## Демографија
По попису из 2010. године број становника је 226, што је 2 (-0,9%) становника мање него 2000. године.
| Група             | 2000.       | 2010.       |
| Белци             | 217 (95,2%) | 217 (96,0%) |
| Афроамериканци    | 0 (0,0%)    | 0 (0,0%)    |
| Азијати           | 0 (0,0%)    | 1 (0,4%)    |
| Хиспаноамериканци | 8 (3,5%)    | 2 (0,9%)    |
| Укупно            | 228         | 226         |